# Park Toulouse
Park Toulouse (hebrejsky: גינת טולוז) je park v jihozápadní části Tel Avivu v Izraeli, ležící na pomezí čtvrtí Giv'at Alija a Adžami v Jaffě.
Leží na jihozápadním okraji Tel Avivu, na pobřeží Středozemního moře, cca 1 kilometr jižně od historického jádra Jaffy, v nadmořské výšce okolo 30 metrů. Je situována na křižovatku ulic Toulouse, Mendes France a Štej ha-Achajot. Park má rozlohu 0,5 dunamů (5 arů). Poblíž se nachází Židovsko-arabské komunitní centrum.